# コーディリア (衛星)
コーディリア (Uranus VI Cordelia) は、天王星の第6衛星である。発見されている中では最も内側を公転する衛星である。

## 発見と命名
コーディリアは、1986年1月20日にボイジャー2号が撮影した画像の中から、ボイジャーの画像解析チームによって発見された。発見は同年1月27日に国際天文学連合のサーキュラーで公表され、S/1986 U 7 という仮符号が与えられた。その後1988年6月8日に、ウィリアム・シェイクスピアの戯曲『リア王』に出てくるリア王の三女の名前に因んで命名された。また、Uranus VI という確定番号が与えられた。「コルデリア」、「コーデリア」といった表記もされることがある。
発見以降、1997年にハッブル宇宙望遠鏡が再び発見するまでコーディリアは検出されていなかった。

## 物理的特徴
軌道長半径、半径がおよそ 20 km であること、幾何アルベドが 0.08 であること以外は、コーディリアに関して判明していることは少ない。ボイジャー2号が撮影した画像の中では、コーディリアは長軸を天王星の方へ向けた細長い物体として写っていた。コーディリアの長軸と短軸の比率は 0.7 ± 0.2 と非常に細長い形状をしていることが分かっている。

## 軌道および環との関係
コーディリアは発見されている天王星の衛星のうち最も内側を公転している。天王星の同期軌道より内側を公転しているため、潮汐力によって軌道は徐々に減衰している。また、ロザリンドとの 5:3 の軌道共鳴の非常に近くにある。
コーディリアとオフィーリアは、それらの重力によって天王星のε環を安定に維持する羊飼い衛星の役割を果たしていると考えられている。環の内縁はコーディリアと 24:25 の軌道共鳴の位置に存在している。